# Saint-Georges-sur-l’Aa
Saint-Georges-sur-l’Aa (flämisch Sint-Joris) ist eine französische Gemeinde im Département Nord in der Region Hauts-de-France. Sie gehört zum Arrondissement Dunkerque, zum Kanton Grande-Synthe und zum Gemeindeverband Communauté urbaine de Dunkerque

## Lage
Die Gemeinde Saint-Georges-sur-l’Aa liegt an der Aa, die hier die Grenze zum Département Pas-de-Calais markiert, kurz vor deren Mündung in den Ärmelkanal und unmittelbar südlich der Küstenstadt Gravelines. Sie grenzt im Norden an Gravelines, im Nordosten an Loon-Plage (Berührungspunkt), im Osten an Craywick, im Süden an Bourbourg und im Westen an Saint-Folquin. Die Gemeindegemarkung wird im Südwesten von der Autoroute A16 tangiert.

## Bevölkerungsentwicklung
| Jahr                       | 1962 | 1968 | 1975 | 1982 | 1990 | 1999 | 2011 | 2021 |
| Einwohner                  | 279  | 251  | 220  | 210  | 250  | 268  | 317  | 296  |
| Quellen: Cassini und INSEE |      |      |      |      |      |      |      |      |

## Sehenswürdigkeiten
- Kirche Saint-Georges (Monument historique)
- Kapelle Sainte-Philomène

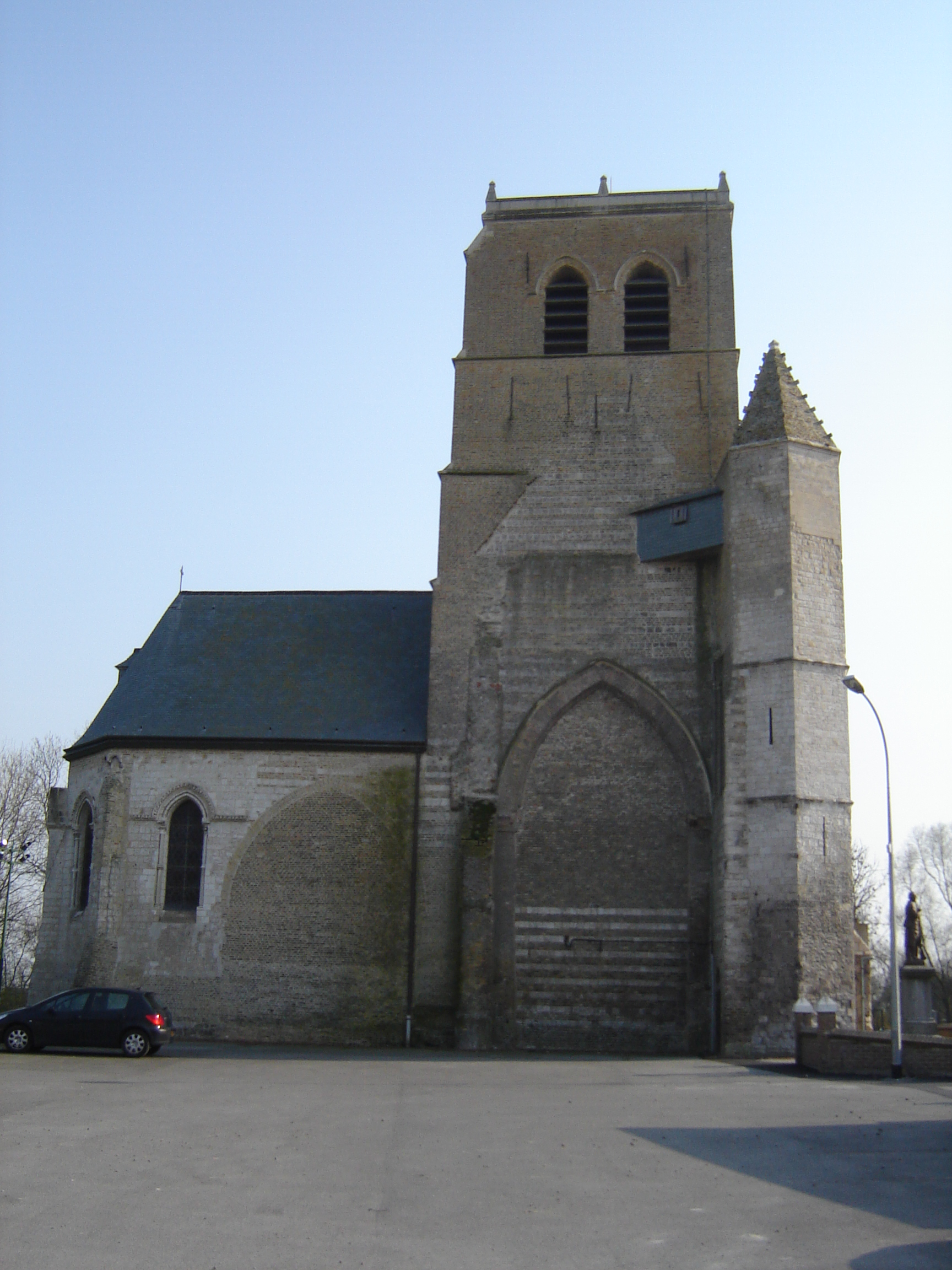
Kirche Saint-Georges
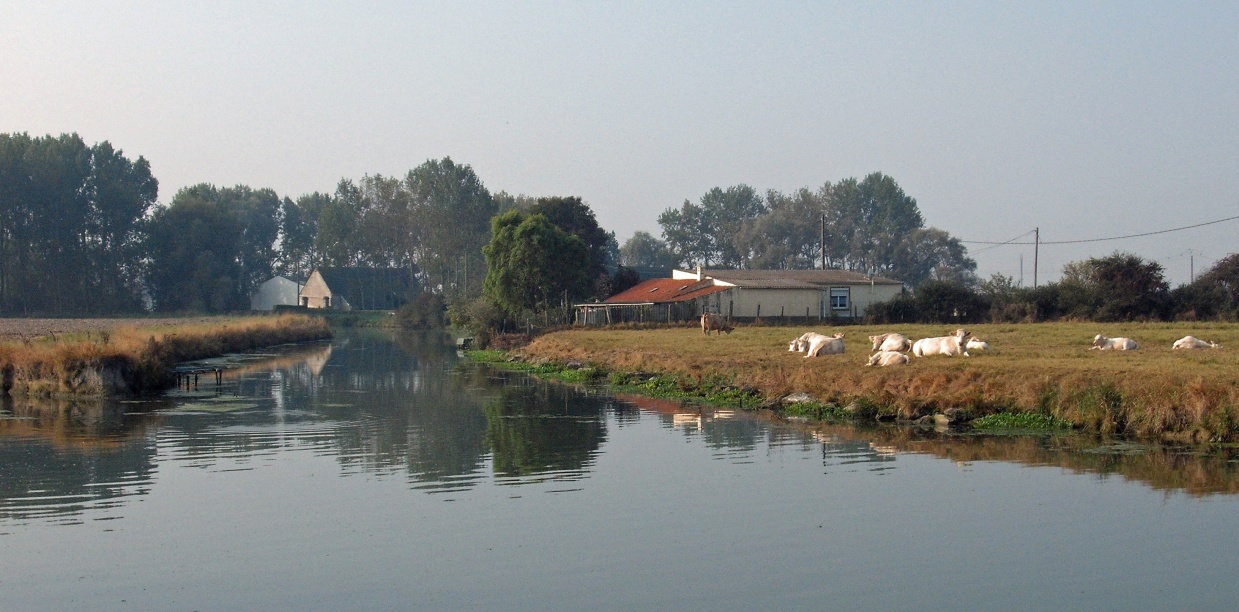
Die kanalisierte Aa bei Saint-Georges